# Queen Industries
 (février 2016).
Si vous disposez d'ouvrages ou d'articles de référence ou si vous connaissez des sites web de qualité traitant du thème abordé ici, merci de compléter l'article en donnant les références utiles à sa vérifiabilité et en les liant à la section « Notes et références ».
Queen Industries est une multinationale fictive qui apparaît dans l'Univers DC. Spécialisé dans la technologie de pointe, ce conglomérat appartient à Oliver Queen alias Green Arrow. Fondé par son père Robert Queen, il a hérité de la compagnie à la mort de ses parents, tués par des lions lors d'un safari.
Elle apparaît également dans les séries télévisées américaines Smallville et Arrow.

## Dans les autres médias

### DansSmallville
Sept ans après avoir été retrouvé sur l'île de Lian Yu, Oliver Queen, PDG de Queen Industries, emménage ses quartiers à Metropolis afin d'enquêter sur Lex Luthor et ses implications dans le Jeudi Noir. Rapidement Queen Industries et LuthorCorp vont se mener une guerre de pouvoir sur les marchés financiers. Les bénéfices de la compagnie sont d'abord utilisés dans la lutte contre le Projet 33.1 de Lex Luthor puis dans la lutte contre la criminalité dans le monde entier via la Tour de Contrôle, dirigée par Chloé Sullivan. Deux ans après son implantation à Metropolis, Queen Industries absorbe LuthorCorp grâce à Tess Mercer, PDG de la compagnie, qui a vendu ses parts à Oliver Queen. Queen Industries va à partir de ce moment-là essuyer deux attentats commis par Winslow Schott, ingénieur de génie licencié par Oliver qui le jugeait dangereux. Quatre ans après son implantation à Metropolis, Oliver Queen perd la direction de sa compagnie au profit d'un Lionel Luthor venu d'une dimension parallèle. Oliver Queen retourne alors à Starling City en compagnie de sa femme, Chloé Sullivan. Mais par la suite, Lionel est rapidement démasqué comme un imposteur et est contraint à l'exil par Tess Mercer qui récupère la direction des deux compagnies. À la mort de Tess, tuée par son frère Lex, Queen Industries et LuthorCorp redeviennent indépendantes.

### DansArrow
Robert Queen, le président et fondateur de Queen Consolidated, développe au fil des ans sa société pour la transformer en une multinationale spécialisée dans les techniques de pointe. Mais il a construit ce succès en trahissant de nombreuses personnes, comportement qu'il finira par regretter. À la suite de la disparition de Robert Queen et de son fils Oliver lors du naufrage de son yacht, Walter Steel, le directeur financier de Queen Consolidated, prend la tête de la compagnie. Cinq ans plus tard, Oliver Queen est retrouvé sur l'île de Lian Yu et est ramené à Starling City. Il découvre que Walter Steel est aux commandes de la compagnie de son père et qu'il a épousé sa mère, Moira Queen. Sa mère lui propose le poste de PDG de la compagnie mais Oliver refuse, préférant s'occuper de se débarrasser des criminels et financiers peu scrupuleux qui gangrènent la ville.
Les anciens bâtiments de Queen Industrial Inc., une filiale de Queen Consolidated fermée en 2007, sont récupérés par Oliver qui a décidé de les transformer en une immense boîte de nuit. Il confie la direction de son entreprise à son ami, Tommy Merlyn. Sous la boîte de nuit se trouve la planque de l'Archer Vert.
Par suite de l'impopularité de l'entreprise à cause de son implication dans la destruction des Glades, Stellmoor International réussit à acquérir 50 % de Queen Consolidated. Oliver est obligé de partager son poste avec la représentante de la compagnie rivale : Isabel Rochev.

#### Personnages-clés
- Robert Queen : fondateur et ancien PDG, décédé en 2007
- Walter Steel : PDG de 2007 à 2012, il perd son poste car il a été enlevé
- Moira Queen : PDG en 2013, elle perd son poste à la suite de son arrestation pour crime contre l'humanité
- Oliver Queen : PDG en partenariat avec Stellmoor International qui détient 50% de Queen Consolidated.
- Thea Queen : héritière

#### Employés
- Wilson Schott : ingénieur
- Felicity Smoak : informaticienne

#### Filiales
- LuthorCorp (acquise en février 2009)
- JL International
- Artemis Global Consortium
- Unidac (fusionné en février 2013)